# Ormosia staegeriana
Ormosia staegeriana là một loài ruồi trong họ Limoniidae. Chúng phân bố ở miền Cổ bắc.